# École normale supérieure de jeunes filles
Pour les articles homonymes, voir École normale supérieure (France).
L'École normale supérieure de jeunes filles (ENSJF), dite parfois Sèvres par métonymie, est un ancien établissement d'enseignement supérieur français. Elle fonctionne de 1881 à 1985, date à laquelle elle fusionne avec l'École normale supérieure de la rue d'Ulm.

## Histoire

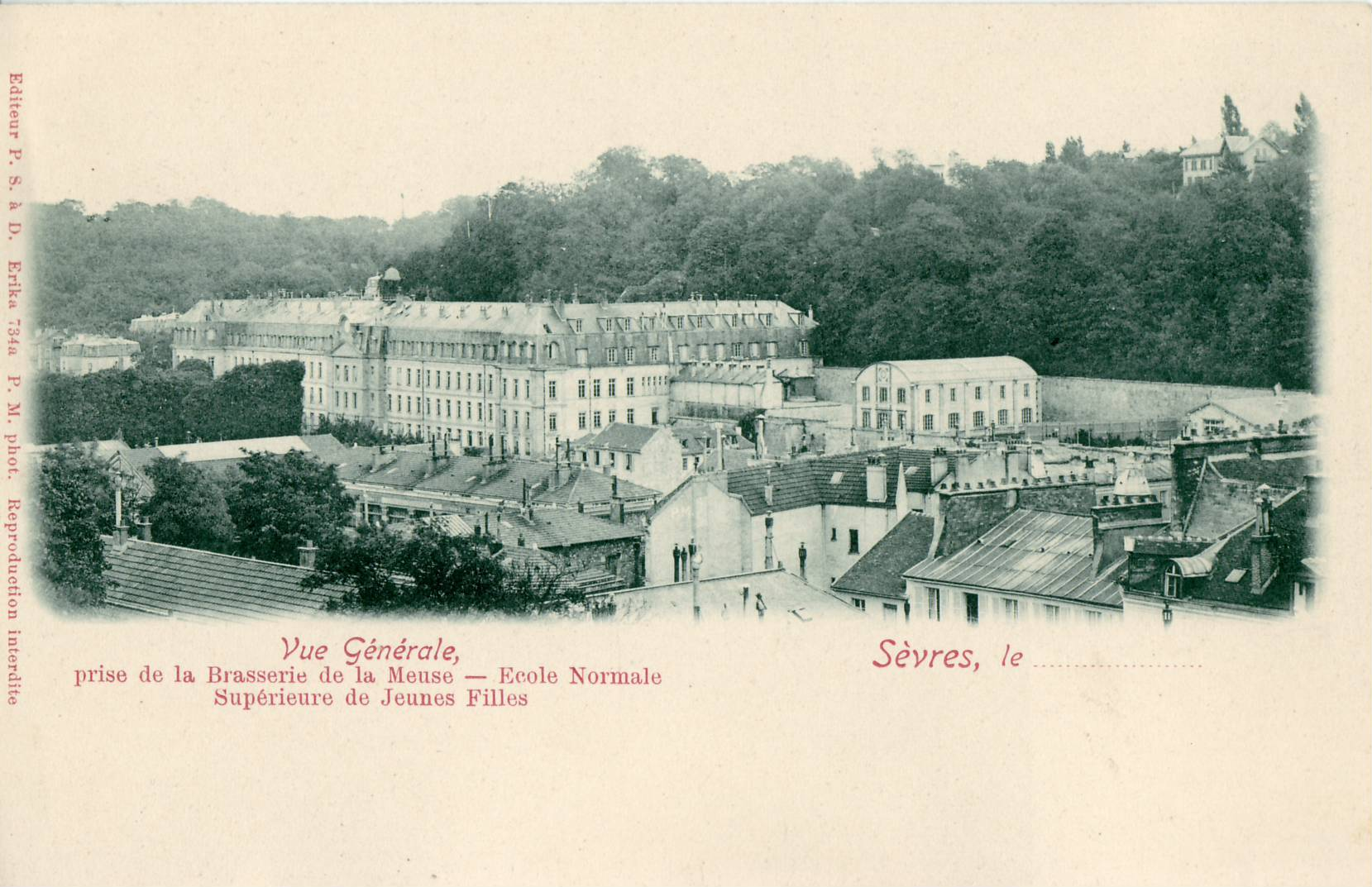
L'ancienne École normale supérieure de Sèvres, au début du XXe siècle.

L'École normale supérieure de Sèvres est créée à l'initiative de Camille Sée, en application de la loi sur l'enseignement secondaire des filles, complétée par la loi du 26 juillet 1881, l’école s’établit dans l’ancienne manufacture de porcelaine. En 1885 la durée des études est de 5 années. La toute première promotion compte vingt élèves en lettres : Lucie Bérillon, Louise Beuque, Marie Bosq, Aline Boudringhin, Élisabeth Butiaux, Loïs Delluc, Gabrielle Gonzales, Marie Grosdemande, Constance Lecompte, Marguerite Lejeune, Hélène Leypold, Léontine Martellière, Louise Ménassier, Anita Millet, Suzanne Pénard, Marguerite Rakowska, Jeanne Rith, Pauline Robert-Bérard, Juliette Sourisseau et Mathilde Tritsch.  
Elle prend ensuite le nom d'« École normale supérieure de jeunes filles » par le décret du 23 décembre 1936.
Afin d'obtenir un poste à l'issue de leur scolarité à Sèvres, les élèves doivent passer le certificat d'aptitude à l’enseignement secondaire de jeunes filles établi en 1882, qui permet de devenir « chargée de cours dans les lycées », ou le certificat de professeur de collège. Il leur est aussi possible de passer une agrégation féminine depuis 1883 (permettant d'obtenir le titre de professeur de lycée) puis, après la Première Guerre mondiale de tenter certaines agrégations masculines, malgré des restrictions, des avancées et parfois des retours en arrière. Ce n'est que dans les années 1970 que les concours deviennent mixtes.
Implantée dans l'ancienne Manufacture nationale de Sèvres, en 1881, puis expulsée durant l'Occupation alors que ses bâtiments sont réquisitionnées par l'armée allemande, l'école s'installe en 1948 boulevard Jourdan, dans le 14e arrondissement de Paris, dans des bâtiments provisoires qui n'ont jamais été reconstruits. Un projet d'installation à Montrouge n'aboutit que partiellement : seules les élèves scientifiques s'y installent, partageant les locaux avec une faculté dentaire, ; les  élèves littéraires restent boulevard Jourdan. Ces locaux sont finalement affectés à l'École normale supérieure de la rue d'Ulm après la fusion.
À partir de 1940, les femmes n'ont plus eu le droit de présenter le concours de l'École normale supérieure (ce qui était possible depuis 1904 mais plus difficile, dans la mesure où la formation proposée par les classes préparatoires aux grandes écoles était moindre pour les filles que pour les garçons) ; les meilleures élèves intègrent alors Sèvres.

## Disparition

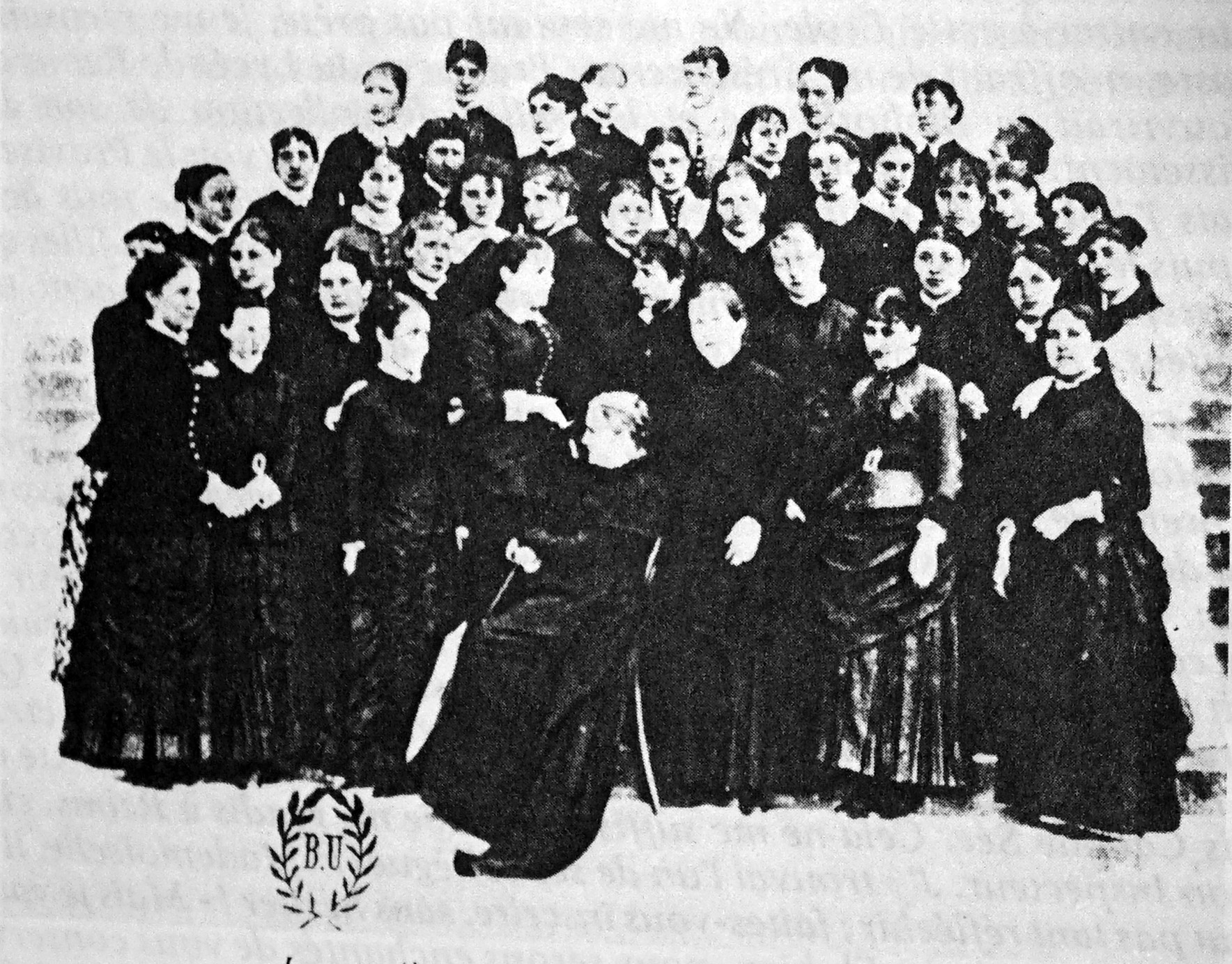
La première promotion de Sévriennes.

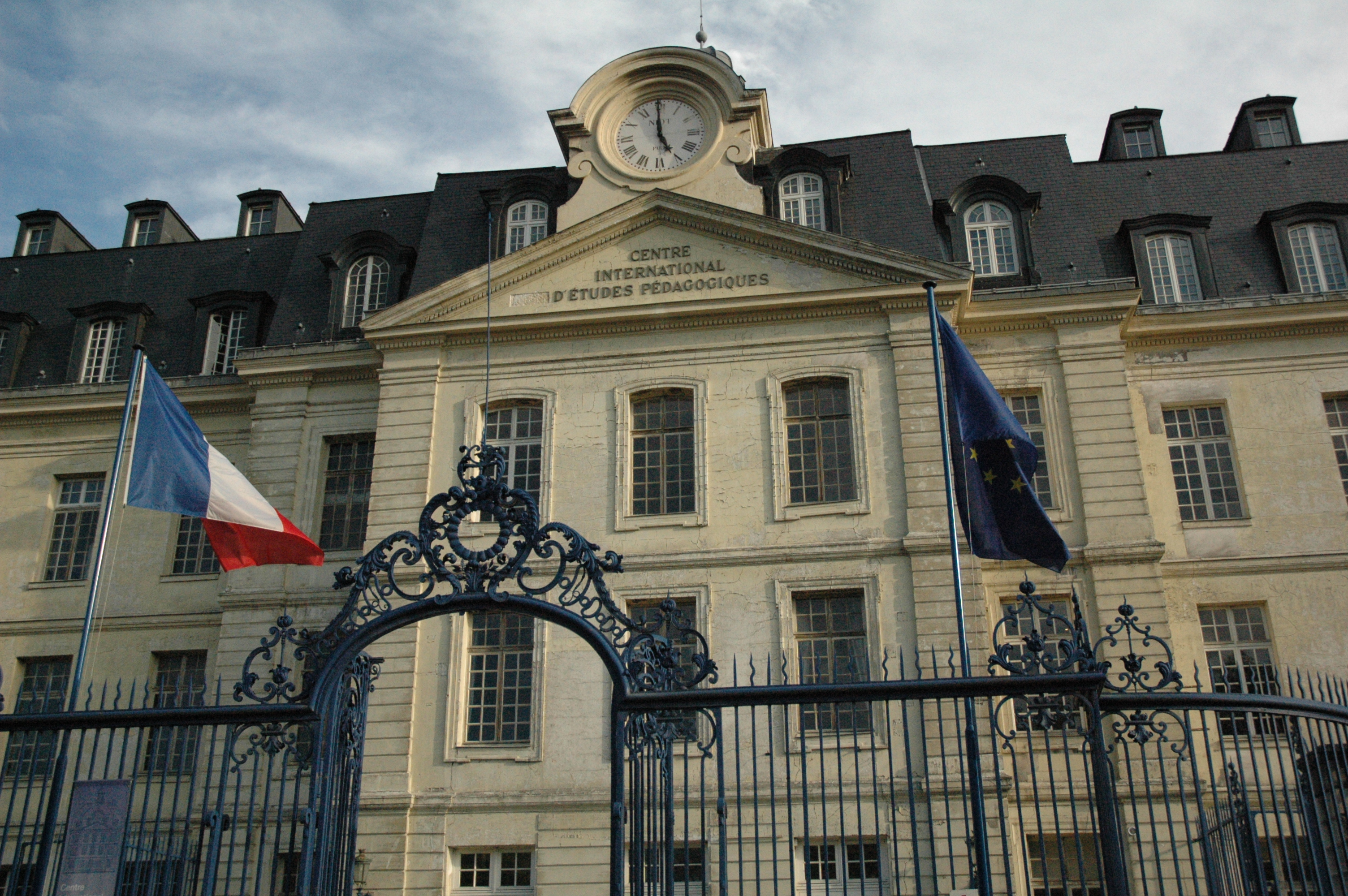
Le Centre international d'études pédagogiques (CIEP) a depuis sa création son siège à Sèvres, dans l'ancienne Manufacture royale de porcelaine où il a succédé à l'École normale supérieure de jeunes filles, qui avait occupé les locaux de 1881 à 1940.

Sous l'impulsion de sa dernière directrice, Josiane Serre, et de sa directrice adjointe, elle a fusionné en 1985 avec l'École normale supérieure (rue d'Ulm), anciennement réservée aux garçons, pour former une nouvelle école normale supérieure mixte.

## Directrices
- Julie Favre : 1881-1896
- Mme Henri Marion née Jeanne Marie Hall[8] : 1896-1906
- Louise Belugou : 1906-1919[9]
- Anne Amieux : 1919-1936
- Eugénie Cotton : 1936-1941
- Edmée Hatinguais : 1941-1944[10]
- Lucy Prenant : 1944-1956[11]
- Marie-Jeanne Durry : 1956-1974
- Josiane Serre : 1974-1988

## Professeures et élèves célèbres
- Michèle Audin, mathématicienne et femme de lettres, membre de l'Oulipo
- Éliane Basse, paléontologue et géologue
- Marie-Anne Bouchiat (1953), physicienne et membre de l'Académie des sciences
- Marguerite Buffard (1932), professeure de philosophie et résistante
- Yvonne Choquet-Bruhat (1943), mathématicienne et physicienne
- Catherine Clément (1959), philosophe et écrivaine
- Françoise Combes, astrophysiciennce
- Marie Curie, physicienne et chimiste (1900-1906)[12]
- Laurence Danon (1977), dirigeante d'entreprises
- Nathalie Deruelle (1952-), astrophysicienne
- Assia Djebar (1955), femme de lettres, membre de l'Académie française, membre l'Académie royale de langue et de littérature françaises de Belgique
- Jeanne Galzy (1909), femme de lettres
- Claudine Hermann (1945-2021), physicienne
- Catherine Jeandel (1977), océanographe-géochimiste[13]
- Catherine Kerbrat-Orecchioni (1943), linguiste
- Annie Lacroix-Riz née Riz, universitaire, historienne
- Luce Langevin, physicienne et biologiste
- Anne Lauvergeon (1978), haute fonctionnaire et dirigeante d'entreprises
- Paulette Libermann, mathématicienne.
- Odile Macchi (1963), physicienne, mathématicienne, membre de l'Académie des sciences
- Éliane Montel (1918), physicienne et chimiste
- Mona Ozouf (1952), historienne
- Barbara Romanowicz (1970), géophysicienne, professeur au Collège de France et à l'université de Californie (Berkeley), membre de l'Académie des sciences
- Marie-Françoise Roy (1969), mathématicienne
- Danièle Sallenave (1940), écrivaine, membre de l'Académie française
- Michelle Schatzman (1968), mathématicienne
- Marisol Touraine, haute fonctionnaire et femme politique
- Françoise Verny, éditrice
- Claire Voisin (1981), mathématicienne, professeure au Collège de France et membre de l'Académie des sciences
- Brigitte Zanda (1978), astrophysicienne